# Die Band, die sie Pferd nannten
Die Band, die sie Pferd nannten ist eine Konzert-DVD der deutschen Punkrock-Band Die Ärzte. Sie wurde am 23. August 2004 veröffentlicht.
Für die Doppel-DVD wurden während der Tournee „Jenseits der Grenze des Zumutbaren“ die beiden Auftritte vom 13. und 14. Dezember 2003 in der Arena Oberhausen aufgezeichnet. Regie führte Norbert Heitker, der für Die Ärzte zuvor neben einigen Videoclips unter anderem das MTV-Unplugged-Konzert Rock ’n’ Roll Realschule drehte. Für die Produktion zeichnen QFilmproduktion (Bild) sowie Uwe Hoffmann und Die Ärzte (Ton) verantwortlich.
Ursprünglich sollte die DVD unter dem Namen Das Auto des Jahres erscheinen. Der schließlich gewählte Titel ist eine Anspielung auf den Film Ein Mann, den sie Pferd nannten.

## Inhalt
Im Rahmen des etwa dreistündigen Konzerts werden insgesamt 52 Lieder aus allen Schaffensperioden der Ärzte bis zum damals aktuellen Album Geräusch gespielt (neun davon zusammengefasst in einem Medley). Der Song „Richtig schön evil“ zitiert „Polizei SA/SS“ von Slime, bei „Westerland“ wird mehrmals auf die Ramones angespielt. Außerdem spielt Bela immer wieder ein Sample der Kassierer ein, was sich vor allem gegen Ende des Konzerts zu einem Running Gag entwickelt.
Die Band Fettes Brot, die auf der damaligen Tour Vorband der Ärzte war, kommt im Laufe des Konzerts zum Lied „FaFaFa“ auf die Bühne. Dieser Moment wird in verschiedenen Rezensionen als eines der Highlights der DVD bezeichnet. Auf der zweiten DVD wird während der Umbaupause eine kleine Bühne aufgebaut, die der MTV-Unplugged-Atmosphäre entspricht. Farin benutzt zwar eine Halbakustikgitarre, aber Rod einen Akustikbass.

### Titelliste
| DVD 1 | DVD 1 | DVD 2 |
| 1. Intro / Nicht allein 2. 2000 Mädchen 3. Richtig schön evil 4. Begrüßung 5. Hurra 6. Geld 7. Motherfucker 666 8. Ansage 9. Der Optimist 10. Deine Schuld 11. T-Error 12. Ansage 13. Mach die Augen zu 14. Wie am ersten Tag 15. Ansage 16. Grace Kelly 17. Nichts in der Welt 18. Anti-Zombie 19. Geisterhaus 20. Alleine in der Nacht 21. Die klügsten Männer der Welt | 1. Opfer 2. WAMMW 3. Yoko Ono 4. Bravopunks 5. Rock Rendezvous 6. Ein Sommer nur für mich 7. Die Nacht 8. Kopfüber in die Hölle 9. Wie es geht Bonus: 1. Teenager Liebe 2. Du willst mich küssen 3. Rebell | 1. Dinge von denen 2. Ansage 3. Unrockbar 4. Ansage 5. Meine Ex(plodierte Freundin) 6. Schrei nach Liebe 7. Umbaupause 8. Langweilig 9. Ansage 10. Medley 1 11. Monsterparty 12. FaFaFa 13. Ist das alles? 14. Manchmal haben Frauen … 15. Westerland 16. Zu spät 17. Verabschiedung Bonus: 1. Komm zurück 2. Gib mir Zeit 3. Angeber |

1 – Das Medley besteht aus den Songs Ohne dich, Paul, Quark, Schunder-Song, Meine Freunde, Nie wieder Krieg, nie mehr Las Vegas!, Rettet die Wale, Der lustige Astronaut und Las Vegas.

### DVD-Features
Das Konzert kann aus mehreren ungewöhnlichen Perspektiven angesehen werden. So bieten die Perspektive „Metrosexuell“ eine reguläre Konzertperspektive und die Perspektive „Mädchen“ einen Blick aus der ersten Konzertreihe, während die Perspektive „Jungs“ mitten im vorderen Bereich des Publikums aufgezeichnet wurde. Die DVD enthält ein Easteregg, das man sehen kann, wenn während des Liedes „Monsterparty“ die Enter-Taste auf der DVD-Fernbedienung gedrückt wird. Dann wird statt des Mitschnittes vom 13. der vom 14. Dezember gezeigt.
Der Ton liegt im Stereo- und 5.1-Format vor (Dolby Digital). Zusätzlich gibt es auf der zweiten DVD einen Audiokommentar von Rod, Farin und Bela, während auf der ersten DVD Schwarwel die Songs mitsummt.
Zusätzlich zu den beiden DVDs stellte die Band auf ihrer Website ein 73-seitiges Handbuch zur Verfügung. Es enthält eine übertrieben theoretische Abhandlung über Musik und ihre Verbreitungsmöglichkeiten sowie den Gebrauch der DVD.

## Rezeption
Die DVD erreichte in Deutschland die Chartspitze der offiziellen Album Top 100, in der Schweiz die Top 20. In Deutschland erhielt die DVD eine dreifache Platin-Schallplatte für über 150.000 verkaufte Einheiten, damit zählt die DVD zu den meistverkauften Videoalben in Deutschland. In Rezensionen wurde hervorgehoben, dass das Livegefühl eines Ärzte-Konzerts nachempfindbar sei. Dieses wird so beschrieben:
„In ihrem spontanen Auftreten liegt das simple Geheimnis dieser mitreißenden Konzerte – kein Ärzte-Gig ist gleich.“ (Henri Kramer)